# 가는다람쥐

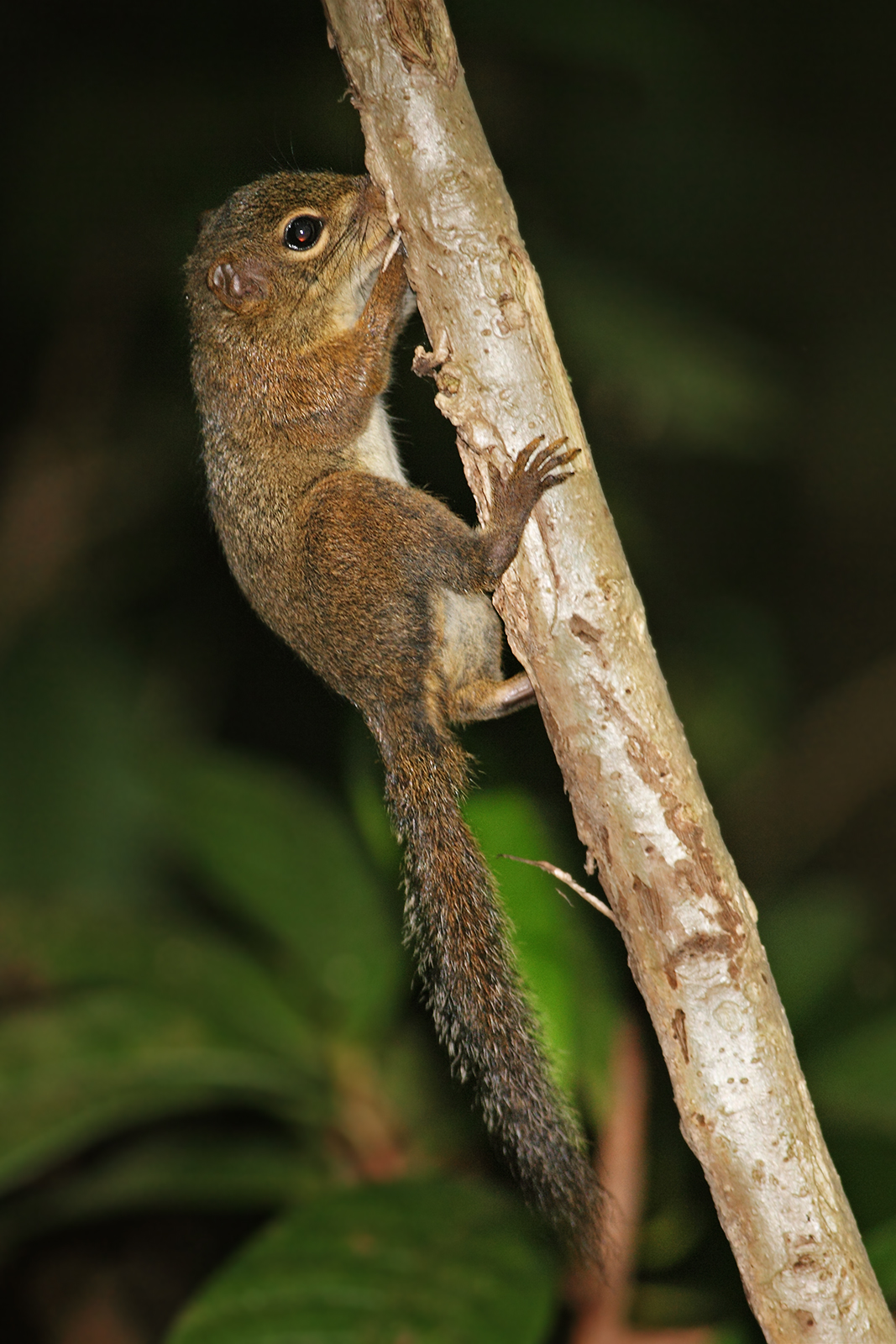
싱가포르 부킷 티마 구릉지대

가는다람쥐(Sundasciurus tenuis)는 다람쥐과에 속하는 설치류의 일종이다. 인도네시아, 싱가포르, 말레이시아, 태국에서 발견되고, 나무 위에서 서식한다. 등 쪽 털은 갈색이고, 배 쪽은 연한 회색이다. 꼬리를 제외한 몸길이는 약 13~16cm로 꼬리보다 약간 짧다. 꼬리는 가늘다. 부드러운 나무껍질이나 열매, 곤충을 먹는다.

## 아종
5종의 아종이 알려져 있다.
- S. t. tenuis
- S. t. bancarus
- S. t. modestus
- S. t. parvus
- S. t. procerus